# Independent Albums
Independent Albums (voorheen Top Independent Albums) is een hitlijst die gepubliceerd wordt door Billboard. De lijst omvat statistieken van muziekalbums uitgegeven door onafhankelijke platenlabels die populair zijn in de Verenigde Staten. De gegevens zijn gebaseerd op verkoopcijfers, die samengesteld zijn door Nielsen SoundScan.